# Pseudeva purpurigera
Pseudeva purpurigera là một loài bướm đêm trong họ Noctuidae.